# Henriette Poincaré
Pour les articles homonymes, voir Poincaré.
Henriette Poincaré, née Henriette Adeline Benucci le 8 mai 1858 à Passy et morte le 19 mai 1943 à Paris, est l'épouse de Raymond Poincaré, président de la République française du 18 février 1913 au 18 février 1920.

## Biographie

### Les mariages

#### Famille, études et premier mariage
Issue d'un milieu modeste, Henriette Benucci est la fille naturelle de Raphaël Benucci, un cocher d'origine italienne, et de Louise Mossbauer, une jeune domestique. Née hors mariage, elle est toutefois légitimée à la suite de l'union de ses parents, le 14 juillet 1863.
Elle reçoit une éducation au couvent. À sa sortie de l'institution religieuse, elle épouse en premières noces, le 3 février 1883, un aventurier irlandais, Dominic Killoran (1856-1909), dont elle divorce le 30 avril 1890.

#### Professeur, salonnière et second mariage

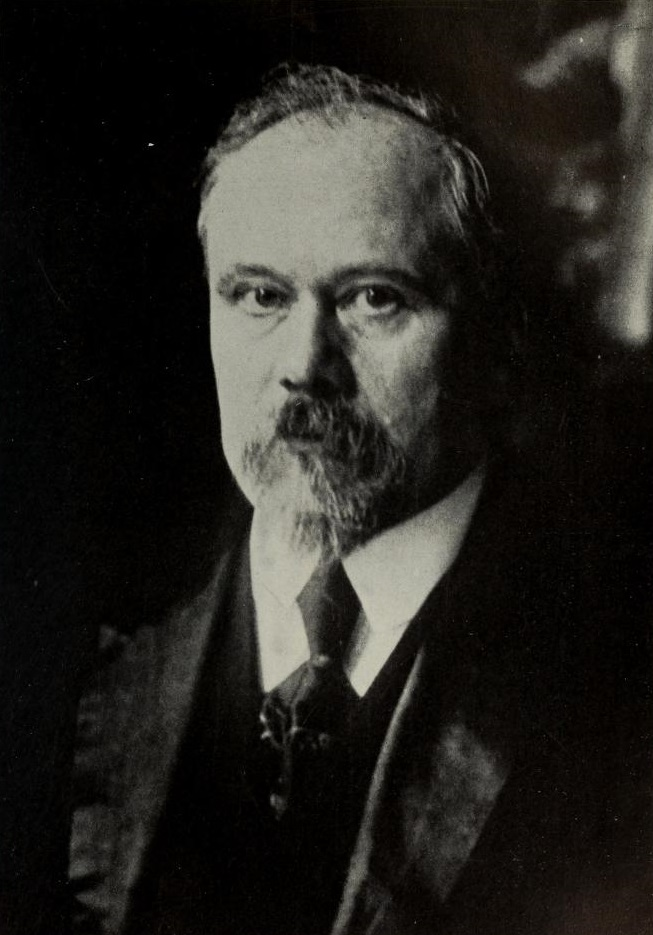
Raymond Poincaré.

Par la suite, elle se place comme dame de compagnie auprès de vieilles dames de la bourgeoisie et donne aussi des cours d'italien au Sacré-Cœur, avant de se remarier, le 24 juin 1891, avec l'industriel Arthur Bazire (né à Falaise le 24 janvier 1837 et décédé le 16 mai 1892).
Devenue veuve, Henriette Bazire tient un salon à Paris, fréquenté par des intellectuels et hommes politiques, et se crée un réseau d'amis au sein de la haute société de la capitale. C'est par ce biais qu'elle rencontre Raymond Poincaré, dont elle devient rapidement la compagne à partir de 1901, avant de l'épouser civilement le 17 août 1904 à Paris dans le XVIIe arrondissement. 
Le mariage religieux ne peut finalement avoir lieu que lorsque la preuve du décès de son premier mari est apportée, et il est célébré secrètement le 5 mai 1913, quelques mois après l'élection à la présidence de Raymond Poincaré, dans leur appartement du 10, rue de Babylone (VIIe arrondissement) par le recteur de l'Institut catholique de Paris, Mgr Baudrillart, ami de lycée à l'époque où Raymond Poincaré fréquentait le lycée Louis-le-Grand,. Le président, pour satisfaire son électorat majoritairement catholique, arrive à obtenir dans le même temps la bénédiction du Saint Siège.
La presse qualifie Henriette Poincaré de femme sulfureuse, en raison du nombre d'hommes qui ont partagé sa vie. N'ayant pas d'enfant, le couple élève comme les siens les trois nièces d'Henriette.

### Épouse du président de la République

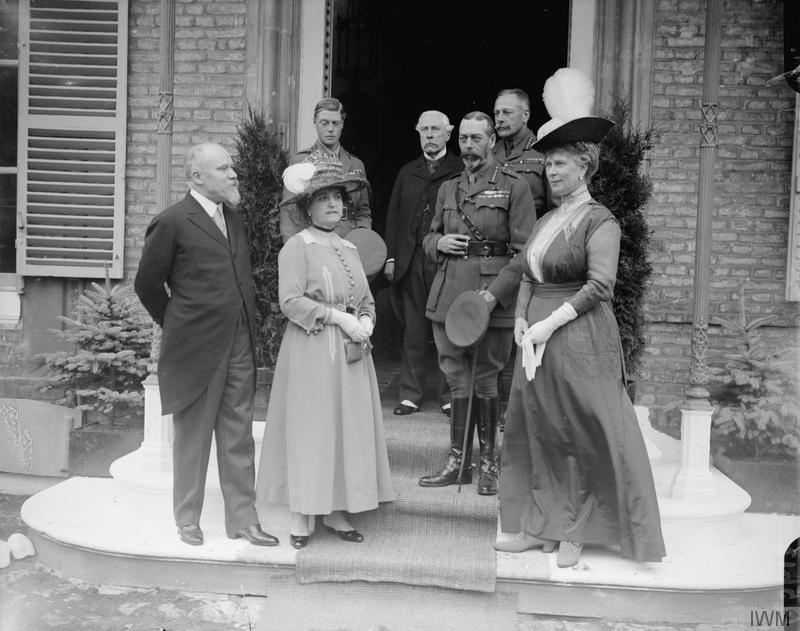
Le couple Poincaré en compagnie du roi britannique George V et de la reine Mary.

Durant la Première Guerre mondiale, elle s'occupe de plusieurs œuvres caritatives de soutien au moral des troupes et des familles de mobilisés : elle établit au palais de l'Élysée des ateliers chargés de préparer des colis à destination des soldats sur le front et, à l'occasion des fêtes, des cadeaux, des friandises et des vêtements sont distribués aux enfants de poilus ou à ceux des écoles situées dans les zones occupées par l'armée française d'Alsace et de Lorraine. 
Elle fait également partie des « marraines de guerre », avec, selon son époux, plus de 12 000 filleuls dans les tranchées. Elle accompagne enfin son époux dans la plupart de ses déplacements, n'hésitant pas à porter la coiffe ou le foulard traditionnel de la région visitée. 
Le couple aime à se reposer dans le jardin du palais. Raymond Poincaré écrit ainsi : « Depuis quinze jours, la roseraie de l'Élysée est en pleine floraison et répand une délicieuse odeur. Le jardin est rempli d'oiseaux. »

#### Un enlèvement manqué
En 1917, Henriette Poincaré est surprise dans le jardin du palais de l'Élysée par un orang-outan échappé d'un cirque qui se tenait alors au théâtre du Rond-Point voisin (une autre version veut qu'il s'agisse d'un chimpanzé échappé de chez son maître, un diplomate logeant près du palais) : l'animal tente alors d'entraîner l'épouse du président de la République dans un arbre. La censure a par la suite interdit à la presse de parler de cet incident.

### Fin de vie et mort

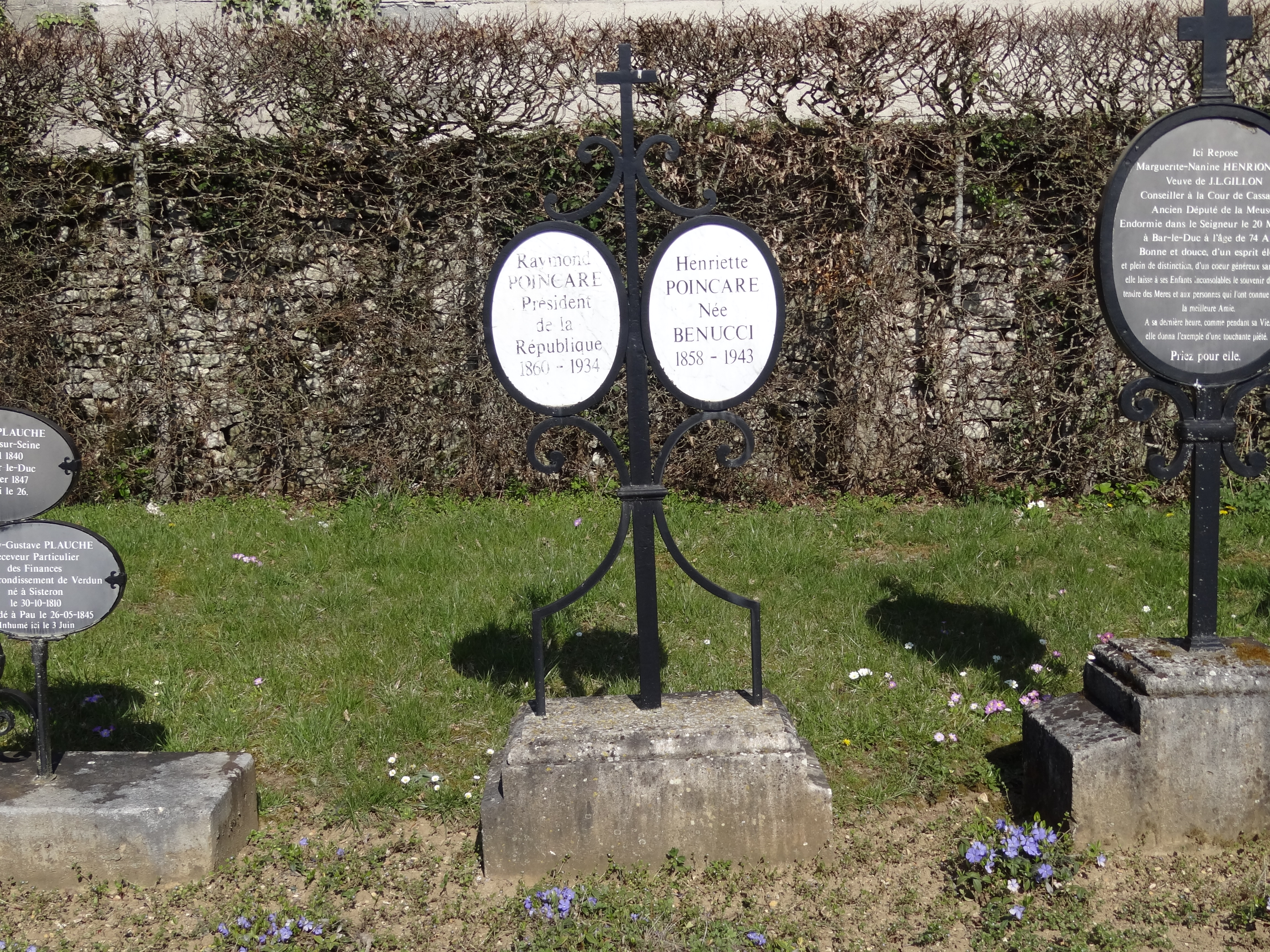
La tombe de Raymond Poincaré et de son épouse Henriette au cimetière de Nubécourt (Meuse).

À la fin du mandat présidentiel, le couple souhaite acheter un hôtel particulier, au 26 de la rue Marbeau, à Paris, Raymond Poincaré continuant à exercer diverses fonctions politiques. Pour cet achat, Henriette Poincaré doit vendre une villa qu'elle possédait à Cabourg ainsi que des parcelles de terrain en Normandie.
Raymond Poincaré meurt le 15 octobre 1934. Henriette lui survit jusqu'en mai 1943. Tous les deux sont inhumés dans le cimetière de Nubécourt, dans la Meuse.

## Apparence
Henriette Poincaré est décrite comme une femme ayant des « cheveux noirs bouclés, un visage ovale, une bouche large et sensuelle, un regard doux, des oreilles fines ».

## Postérité
Henriette Poincaré a donné son nom à une variété de rose, hybride de thé créée par Jules Gravereaux en 1909.